# Jan Grzesik
Jan Grzesik (Olesno, 21 ottobre 1994) è un calciatore polacco, difensore del Radomiak Radom.

## Caratteristiche tecniche
È un terzino destro, ma è stato impiegato anche come esterno offensivo, specie nella stagione 2020-2021 quando il tecnico Piotr Tworek lo ha schierato nel 4-2-3-1 del Warta come ala.

## Carriera
Cresciuto nelle giovanili delle due squadre di Varsavia, il Polonia e il Legia, Grzesik vive la sua prima esperienza da professionista in prestito allo Zagłębie Sosnowiec, militante in 2 Liga, il terzo livello del calcio polacco. Tornato alla base il Legia decide inizialmente di tenerlo, per poi cederlo nuovamente durante il mercato invernale in prestito, stavolta al Pogoń Siedlce. Con i biancoblu disputa da titolare quasi tutti gli incontri, contribuendo alla salvezza arrivata negli spareggi contro il Raków Częstochowa.
Ciò non basta per garantirgli il ritorno al Legia, e così finisce per tornare in II Liga, stavolta con la maglia del Nadwiślan Góra.
Dopo aver militato per alcune stagioni nel terzo livello, viene acquistato dall'ŁKS Łódź in I liga, con il quale ottiene la promozione in Ekstraklasa. Riconfermato dai biancorossi, il 19 luglio esordisce nella massima serie polacca nella gara interna contro il Lechia Danzica. Il 6 ottobre dello stesso anno realizza il suo primo gol in Ekstraklasa nella vittoria per 4-1 contro il Korona Kielce. La stagione, che Grzesik disputa per intero da titolare sulla fascia destra, si conclude con l'ultimo posto e il ritorno in 1 Liga.
Ad agosto 2020 si svincola dall'ŁKS per approdare al Warta Poznań, restando così in Ekstraklasa. Realizza il primo gol con gli zieloni nel match contro il Wisła Kraków, vinto per 2-1 dai suoi e in cui risulta essere anche il migliore in campo. La stagione si rivela la migliore in carriera per il terzino destro, che totalizza ventisette presenze, mettendo a segno ben quattro reti. 
Anche il campionato 2021-2022 inizia nel migliore dei modi, con la rete che sblocca momentaneamente la partita contro lo Śląsk Wrocław (poi terminata 2-2). 

## Statistiche

### Presenze e reti nei club
Statistiche aggiornate al 22 maggio 2022.
| Stagione        | Squadra            | Campionato      | Campionato | Campionato | Coppe nazionali | Coppe nazionali | Coppe nazionali | Coppe continentali | Coppe continentali | Coppe continentali | Altre coppe | Altre coppe | Altre coppe | Totale | Totale |
| Stagione        | Squadra            | Comp            | Pres       | Reti       | Comp            | Pres            | Reti            | Comp               | Pres               | Reti               | Comp        | Pres        | Reti        | Pres   | Reti   |
| --------------- | ------------------ | --------------- | ---------- | ---------- | --------------- | --------------- | --------------- | ------------------ | ------------------ | ------------------ | ----------- | ----------- | ----------- | ------ | ------ |
| 2013-2014       | Zagłębie Sosnowiec | 2L              | 18         | 0          | PP              | 0               | 0               | -                  | -                  | -                  | -           | -           | -           | 18     | 0      |
| 2014-2015       | Pogoń Siedlce      | 1L              | 10+2       | 0          | PP              | 0               | 0               | -                  | -                  | -                  | -           | -           | -           | 12     | 0      |
| 2015-2016       | Nadwiślan Góra     | 2L              | 29         | 0          | PP              | 0               | 0               | -                  | -                  | -                  | -           | -           | -           | 29     | 0      |
| 2016-2017       | Siarka Tarnobrzeg  | 2L              | 32         | 1          | PP              | 2               | 0               | -                  | -                  | -                  | -           | -           | -           | 34     | 1      |
| 2017-2018       | Siarka Tarnobrzeg  | 2L              | 28         | 2          | PP              | 3               | 2               | -                  | -                  | -                  | -           | -           | -           | 31     | 4      |
| 2018-2019       | ŁKS                | 1L              | 29         | 0          | PP              | 0               | 0               | -                  | -                  | -                  | -           | -           | -           | 29     | 0      |
| 2019-2020       | ŁKS                | E               | 30         | 1          | PP              | 1               | 0               | -                  | -                  | -                  | -           | -           | -           | 31     | 1      |
| 2020-2021       | Warta Poznań       | E               | 27         | 4          | PP              | 1               | 0               | -                  | -                  | -                  | -           | -           | -           | 28     | 4      |
| 2021-2022       | Warta Poznań       | E               | 34         | 3          | PP              | 0               | 0               | -                  | -                  | -                  | -           | -           | -           | 34     | 3      |
| Totale carriera | Totale carriera    | Totale carriera | 239        | 11         |                 | 7               | 2               |                    | -                  | -                  |             | -           | -           | 246    | 13     |